# Charles Collins
Charles Collins, o Charlie Collins, (Frederick, 7 gennaio 1904 – Montecito, 26 giugno 1999), è stato un cantante e attore statunitense che ha lavorato in teatro, al cinema e in tv.

## Biografia
Collins fece il suo debutto a Broadway nel 1927 nel musical Artists and Models di Harry Akst. Negli anni trenta, fu la star delle produzioni del teatro musicale di New York. In quel periodo, cominciò ad apparire in alcuni film di Hollywood.  Il suo debutto sullo schermo risale al 1932 con Shave It with Music di Kenneth S. Webb.
Ritornò a Broadway nel 1945 e nel 1947. Nel 1951 cominciò a lavorare in televisione, mentre la sua carriera cinematografica rallentò e gli furono affidati solo tre piccoli ruoli in altrettanti film.
Dopo un'assenza da Broadway di più di 25 anni, Collins ritornò a New York nel 1973 per la sua ultima apparizione nel musical Shelter. In seguito, fece il manager del musical Platinum.
Morì a Montecito, in California, il 26 giugno 1999, all'età di 95 anni.

## Filmografia

### Cinema
- Shave It with Music, regia di Kenneth S. Webb (1932)
- Paree, Paree, regia di Roy Mack (1934)
- Il pirata ballerino (Dancing Pirate), regia di Lloyd Corrigan   (1936)
- Stella nel cielo (Syncopation), regia di William Dieterle (1942)
- Swing Hostess, regia di Sam Newfield (1944)
- Confidence Gir, regia di Andrew L. Stone (1952)
- La morsa d'acciaio (The Steel Trap), regia di Andrew L. Stone (1952)
- Assassinio premeditato (A Blueprint for Murder), regia di Andrew L. Stone (1953)
- I'm magic (The Wiz), regia di Sidney Lumet - voce (1978)

### Televisione
- Master (The Master) – serie TV, 1 episodio (1984)